# Torité River
Torité River är ett vattendrag i Dominica.   Det ligger i parishen Saint John, i den västra delen av landet, 40 km nordväst om huvudstaden Roseau.